# 曲折四轮香
曲折四轮香（学名：Hanceola flexuosa）为唇形科四轮香属下的一个种。

## 扩展阅读
- 維基物種上的相關：曲折四轮香